# Shamrock Rovers Football Club
El Shamrock Rovers Football Club (en irlandés: Cumann Peile Ruagairí na Seamróige) es un club de fútbol de Irlanda, con sede en Dublín. Fue fundado en 1899 y compite en la Premier Division, máxima categoría del fútbol irlandés.
Se trata del club más laureado del país con un total de 21 ligas y 25 copas de Irlanda, así como el primero en disputar competiciones europeas y el que más futbolistas ha aportado a la selección nacional.
Fue fundado en 1899 en el barrio sureño de Ringsend. En la temporada 1922/23 se proclamó campeón de la liga irlandesa por primera vez, y posteriormente dominaría el fútbol nacional a lo largo del siglo XX, con periodos reseñables como las seis copas irlandesas consecutivas en los años 1960 y las cuatro ligas seguidas entre 1983 y 1987. La entidad llegó incluso a contar con una franquicia en Estados Unidos, los Boston Rovers, que jugó en la hoy extinta United Soccer Association.
El equipo jugó en el estadio Glenmalure Park desde 1926 hasta 1987, cuando los propietarios vendieron el terreno a un grupo inmobiliario. Desde entonces estuvieron 22 años sin un campo fijo, lo cual conllevó una crisis institucional, deportiva y económica que afectó a su desempeño. En 2005 la entidad pasó a ser un club de socios, y en 2009 inauguró el estadio de Tallaght, su hogar actual.
La identidad del club está asociada a los símbolos de Irlanda. El trébol shamrock figura en el escudo y en el nombre social, y la camiseta es verde y blanca a rayas horizontales. Durante toda su historia ha mantenido una intensa rivalidad con el equipo del norte de la capital, Bohemian Football Club.

## Historia

### Fundación
Los orígenes del Shamrock Rovers se remontan a finales del siglo XIX, sin una fecha clara de fundación. Según la versión oficial del club, la primera mención al Shamrock Rovers puede encontrarse en un ejemplar del Evening Herald de abril de 1899. Sin embargo, los archivos de la Biblioteca Nacional de Irlanda y de la federación de fútbol de Leinster indican que el registro oficial pudo haber sido dos años más tarde, en 1901. Sí hay consenso en que se trata de un club representativo de los barrios sureños de Ringsend y Irishtown, y en que el nombre fue tomado de la avenida Shamrock Avenue donde estuvo situada la primera sede social.
Los primeros años estuvieron marcados por la inestabilidad. Aunque en la temporada 1904/05 lograron sendas victorias en la Liga del Condado de Dublín y en la Copa Juvenil de Leinster, se vieron obligados a retirarse del campeonato regional al año siguiente. Regresaron en 1914 con sede en Ringsend Park, pero dos años más tarde se quedaron sin estadio y tuvieron que abandonar la liga, limitando su actividad a partidos amistosos. En 1921/22 se produjo su retorno definitivo a la competición, con una actuación destacada en la primera edición de la Copa de Irlanda: llegaron hasta la final y fueron derrotados por St. James's Gate (1:1 y 0:1).

### Dominio en Irlanda (1922-1972)
En 1922 el Shamrock Rovers ingresó en la nueva Liga de Irlanda, creada un año antes a raíz de la independencia de la República de Irlanda. En su debut de 1992/23 se proclamó campeón nacional con una amplia ventaja sobre sus rivales locales del Shelbourne y del Bohemians, en parte por la actuación destacada del delantero Bob Fullam, autor de 27 goles. A finales de la década de 1920 ya había conquistado tres ligas y tres copas FAI, gracias a su línea de cuatro delanteros conocida como «The Four Fs»: Fullam, John Joe Flood, John Fagan y Billy Farrell. En ese tiempo se vivieron dos acontecimientos históricos: la inauguración del estadio Glenmalure Park (Milltown) en 1926, y la adopción de las equipaciones verdiblancas con rayas horizontales en 1927.
El dominio nacional se mantuvo a comienzos de los años 1930, entre otras actuaciones con un triplete —Liga, Copa y Shield— en la temporada 1931/32, y llegó a congregar a más de 18 000 personas en las gradas de Glenmalure Park. El plantel contaba con internacionales irlandeses como Paddy Coad, Paddy Moore y el jugador-entrenador Jimmy Dunne, técnico en las dos ligas de 1938 y 1939. Durante la Segunda Guerra Mundial el equipo perdió fuelle en liga, pero mantuvo la senda de triunfos tanto en Copa de Irlanda como en los torneos interciudades entre Dublín y Belfast.
En 1949, Dunne fallece de forma inesperada y es reemplazado por el exjugador Paddy Coad. Su primera decisión al frente del equipo es apostar por la cantera, con un plantel muy joven que llegaría a ser apodado Coad’s Colts (en español, «los potros de Coad»). Después de 14 años de sequía, Shamrock se hizo con la liga de 1953-54 y dominó el final de los años 1950 gracias a un vistoso juego de ataque en el que sobresalió Paddy Ambrose, máximo goleador en la historia del club con 109 tantos en 15 temporadas.
Además, los verdiblancos fueron el primer equipo irlandés en disputar la Copa de Europa en su edición de 1957/58, pero cayeron eliminados en la ronda previa por el Manchester United. La etapa de Coad terminó en 1960 con tres ligas y dos copas.
La década de 1960 es recordada por las actuaciones en la Copa de Irlanda. A pesar de que los resultados en liga fueron discretos, con tan solo un título en 1963/64, el equipo tuvo un mejor desempeño en el torneo copero al ganar seis ediciones consecutivas, desde 1964 hasta 1969. En ese tiempo el Shamrock se convirtió en un habitual de la Recopa de Europa, en la que nunca llegaría a pasar de segunda ronda. Algunos de los jugadores más destacados de esa etapa fueron los internacionales Frank O'Neill, Johnny Fullan y el goleador Mick Leech.
El dominio doméstico les llevó a impulsar en 1967 una franquicia para atraer a la comunidad de origen irlandés en Estados Unidos. El Shamrock se asoció con Weston Adams, propietario de los Boston Bruins de hockey sobre hielo, para crear un equipo de fútbol llamado «Boston Rovers» que jugaría en la United Soccer Association. Dicho club contaba con jugadores y colores sociales aportados por la matriz. No obstante, de aquella liga se celebró solo una temporada y los Rovers la terminaron en último lugar de su conferencia.

### Era Kilcoyne (1972-1988)

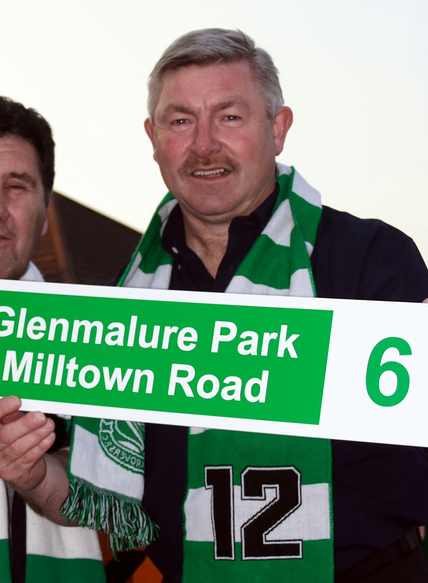
Pat Bryne, estrella del equipo en los años 1980.

Después de décadas de éxitos, Shamrock Rovers atravesó una crisis institucional a comienzos de los años 1970. A los malos resultados en liga y copa se sumó la situación del fútbol irlandés, afectado por la desaparición de varios clubes y por el interés del aficionado hacia las competiciones inglesas. Sin ingresos ni espectadores en Glenmalure Park, los propietarios pusieron el equipo a la venta.
En 1972 la entidad fue adquirida por los Kilcoyne, una familia de promotores inmobiliarios. Los nuevos dueños llevaron a cabo medidas llamativas para atraer a los hinchas: el 3 de julio de 1973, en pleno conflicto de Irlanda del Norte, organizaron un amistoso entre una selección irlandesa unida —llamada «Shamrock Rovers XI» por las reticencias de la federación norirlandesa— y la selección de Brasil. Toda la recaudación fue donada a proyectos humanitarios. Además, en 1975 hicieron una gira por Japón y le ganaron a la selección nipona en el Estadio Olímpico de Tokio.
A nivel nacional la historia era diferente: en los años 1970 el equipo atravesaría una mala racha, cuyo punto de inflexión fue la última posición en la temporada 1975/76. Como entonces sólo había una división profesional, al Shamrock le bastó con renovar su membresía para salvar la categoría.
La directiva dio un cambio de rumbo en 1977 al contratar a Johnny Giles, antigua estrella del Leeds United, como jugador-entrenador. El técnico apostó por futbolistas con experiencia internacional —Ray Treacy, Liam Buckley, Eamon Dunphy y Paddy Mulligan—, así como por crear una escuela de fútbol similar a las que ya existían en Inglaterra. Giles se marchó en 1983 habiendo conquistado sólo una Copa de Irlanda (1978), pero su trabajo sentó las bases del futuro de la entidad.
Entre 1984 y 1987 Shamrock Rovers conquistó cuatro ligas consecutivas, dos de ellas con doblete (1984/85 y 1985/86). La clave de esta buena racha fue la llegada en 1983 del técnico Jim McLaughlin, tres veces campeón de liga con el Dundalk, quien tuvo libertad para confeccionar una nueva plantilla con los mejores jugadores de la liga irlandesa y dos piezas clave del anterior proyecto: Alan Campbell y Liam Buckley. En esos cuatro años vencieron 74 partidos de 100, y en el año 1986/87 sólo perdieron una vez.

### Etapa sin estadio (1988-2005)
En abril de 1987 se desveló que Louis Kilcoyne había compró los terrenos de Glenmalure Park para después revendérselos a una inmobiliaria. La medida suponía el traslado temporal del equipo a Tolka Park, al norte de la capital, sin visos de construir un nuevo campo a corto plazo. Desde ese momento se inició una larga travesía de 22 años en la que Shamrock Rovers no tuvo un estadio propio, viéndose obligado a llegar a acuerdos con otros clubes o el ayuntamiento de Dublín.
Los aficionados se opusieron por completo a la venta de Glenmalure Park, a través de un boicot a la asistencia en los partidos como local. Ante la presión social y el descenso de la recaudación, la familia Kilcoyne tuvo que vender el club en 1988 al empresario local John McNamara, quien no pudo ejercer una opción de recompra para recuperar los terrenos. Finalmente, Milltown fue demolido en 1990 y en su lugar se construyeron viviendas.
A partir del 30 de septiembre de 1990, Shamrock Rovers formalizó su traslado al campo de fútbol de la Royal Dublin Society. Los aficionados regresaron a las gradas y la plantilla volvió a cuajar buenas actuaciones bajo la tutela de Ray Treacy, llegando incluso a ganar la liga de 1993/94. No obstante, la situación cambió después de que el coste de alquiler del campo les obligara a vender a sus estrellas. McNamara traspasó el equipo en 1996 a la empresa a la empresa informática Premier Computers, propiedad de Alan McGrath, quien dos años más tarde le cedió el testigo en la presidencia a Joe Colwell.
La inestabilidad se dejó notar en los resultados del Shamrock, cuyos únicos logros fueron la participación en la Copa Intertoto (1997) y una final de la Copa FAI (2002).
En diciembre de 1996 se presentó un plan para un nuevo estadio en el barrio sureño de Tallaght. El condado de Dublín Sur concedió los permisos en 1998 y las obras no comenzaron hasta octubre del 2000, con numerosas interrupciones durante el proceso e incluso un enfrentamiento judicial con la Asociación Atlética Gaélica.

### Transformación en club de socios (2005)

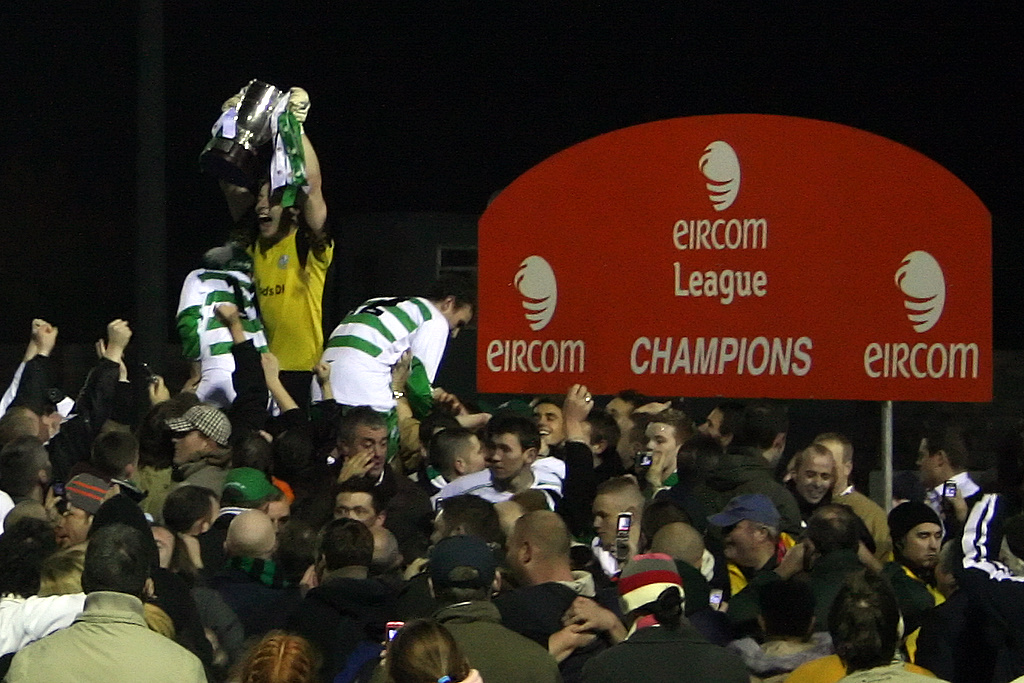
Celebración del ascenso a Premier Division de la Liga de Irlanda en 2006.

Los retrasos en la construcción del nuevo estadio afectaron a las finanzas del club. En 2002, la junta nombró nuevo presidente a Tony Maguire con el objetivo de buscar inversores. Pero al no encontrar a nadie, las deudas se agravaron hasta llegar a una situación crítica, con denuncias de impagos incluidas. En abril de 2005, Shamrock Rovers fue intervenido judicialmente con deudas superiores a los 2,3 millones de euros. Un mes más tarde, Maguire tuvo que dimitir tras desvelarse que había presentado cuentas falsificadas a la Federación Irlandesa.
Las irregularidades contables fueron sancionadas por la UEFA con una deducción de ocho puntos en la temporada 2005. Debido a la sanción, el equipo clasificó en penúltimo lugar y tuvo que disputar una promoción de permanencia, en la que fueron eliminados por el Dublin City F.C. De este modo, los verdiblancos descendieron a Primera División por primera vez en su historia.
Entremedias, los aficionados habían creado la plataforma de apoyo «400 Club» con la que pretendían asumir el control de la entidad. En julio de 2005 llegaron a un acuerdo con el administrador judicial para convertir al Shamrock Rovers en un club de socios, bajo un nuevo modelo de gestión. Aunque los nuevos gestores no pudieron evitar el descenso, los verdiblancos fueron campeones de Primera División en 2006 y recuperaron la máxima categoría en menos de un año.

### Situación actual
El 13 de marzo de 2009 tuvo lugar la inauguración oficial del estadio de Tallaght, poniendo fin a 22 años sin un campo propio. Ese año se produjo la llegada al banquillo de Michael O'Neill.
Shamrock Rovers volvió a conquistar un título nacional en la temporada 2010, al proclamarse campeón de liga en la última jornada y después de 16 años desde la última vez. Gracias a esa actuación pudieron disputar competición europea: aunque cayeron en la previa de la Liga de Campeones frente al F.C. Copenhague, dieron la sorpresa en la Liga Europa de la UEFA 2011-12 tras eliminar al Partizán de Belgrado para meterse en la fase de grupos por vez primera en la historia del fútbol irlandés. En la temporada 2011 revalidaron el campeonato nacional.
Después de que Michael O'Neill se marchara a dirigir la selección de Irlanda del Norte en 2011, Shamrock se ha mantenido en la zona alta de la tabla sin conquistar torneos nacionales, con la excepción de dos Setanta Sports Cup en 2011 y 2013. El último título ha sido la Liga irlandesa de 2021.

## Símbolos

### Equipación
La equipación histórica de la entidad era verde y blanca a rayas verticales, pero a partir de 1927 la junta directiva sugirió cambiarlas por las horizontales para distinguirse de otros equipos irlandeses. La elección de este patrón está inspirado en el Belfast Celtic, un equipo norirlandés con el que mantenían estrechos vínculos hasta su desaparición en 1949, y que a su vez se lo había copiado al Celtic de Glasgow. De hecho, los belfastianos fueron el equipo invitado a la inauguración del estadio de Milltown en 1926. El primer partido con la nueva camiseta tuvo lugar el 9 de enero de 1927 ante Bray Unknowns.
La segunda equipación ha variado con el paso de los años. Al principio era de color amarillo, para variar en los años 1990 a otra con rayas verticales de color morado. Cuando los socios asumieron la gestión, se adoptó una camiseta alternativa de color negro, como «luto» por la venta de Glenmalure Park. Esa costumbre fue eliminada el 31 de julio de 2009, cuando recuperaron el morado en un amistoso contra el Real Madrid.
| 1901-1926 | Desde 1927 |

### Escudo

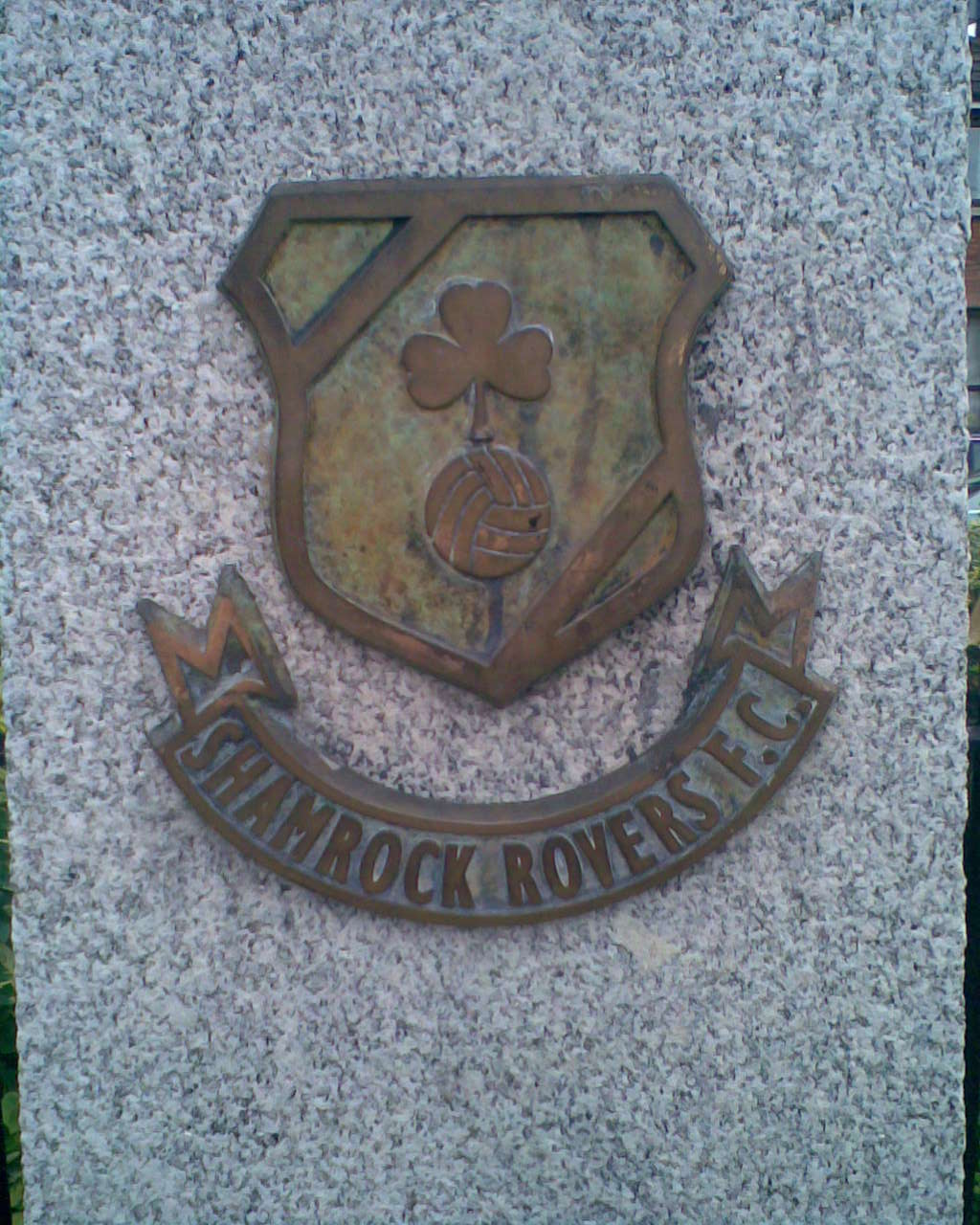
Placa en Milltown con el escudo de Shamrock Rovers.

El emblema del Shamrock Rovers es un escudo con fondo blanco y detalles en verde. En el interior del mismo figura el trébol shamrock, uno de los símbolos de la cultura irlandesa, apoyado en un balón de fútbol. En la parte inferior hay una banda con la inscripción «Shamrock Rovers F.C.» en letras mayúsculas.
El equipo ha utilizado el mismo diseño desde su fundación, aunque con ligeras variaciones respecto al original. Cuando los socios tomaron el control de la entidad en 2005, añadieron una estrella dorada en la parte superior que representa las diez primeras ligas conquistadas.
Igual que sucede en otros clubes británicos e irlandeses, Shamrock Rovers es apodado The Hoops por vestir rayas horizontales.

## Estadio

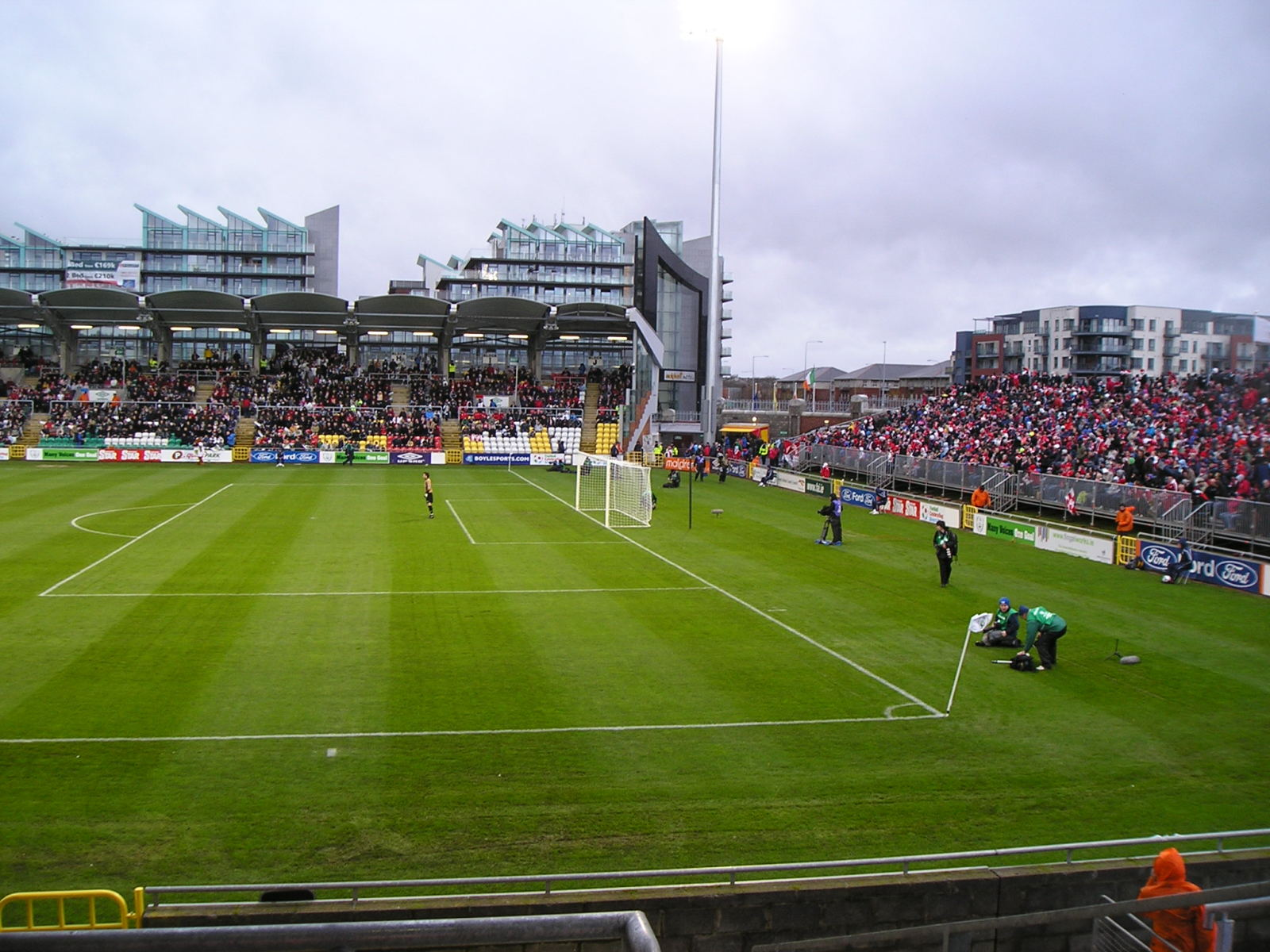
Interior del estadio de Tallaght.

Shamrock Rovers juega como local en el estadio municipal de Tallaght (Tallaght Stadium), con capacidad para 6000 espectadores. Se encuentra en el distrito de Tallaght, Dublín Sur.
El campo fue inaugurado el 13 de marzo de 2009, después de haber permanecido once años en construcción. El condado de Dublín Sur concedió los permisos de obra en 1998, pero estas no comenzaron hasta octubre del 2000. Las obras estuvieron paralizadas durante seis años debido a dos causas: impagos a proveedores en primer lugar, y luego por un enfrentamiento con la Asociación Atlética Gaélica sobre el uso de las instalaciones.
Hoy en día, el estadio de Tallaght se utiliza tanto por el Shamrock Rovers como por la selección femenina de fútbol de Irlanda.
El equipo jugó durante 61 años en Glenmalure Park, mejor conocido entre los aficionados como Milltown debido al distrito en el que se asentaba. Dicho campo tenía un aforo superior a las 18 000 plazas, aunque solo 1000 eran localidades de asiento. Fue inaugurado oficialmente el 19 de septiembre de 1926 y permaneció abierto hasta el 12 de abril de 1987, cuando el presidente Louis Kilcoyne compró los terrenos a la Compañía de Jesús para revendérselos a un grupo inmobiliario. Los aficionados dejaron de acudir a los partidos en casa hasta que Kilcoyne dimitió, pero el campo fue igualmente derribado en 1990. En su lugar se han construido apartamentos, con un monumento conmemorativo de Glenmalure.

## Palmarés

### Torneos nacionales
| Competición nacional               | Títulos | Subcampeonatos |
| ---------------------------------- | --- | --- |
| Liga de Irlanda (21/16)            | 1922-23, 1924-25, 1926-27, 1931-32, 1937-38, 1938-39, 1953-54, 1956-57, 1958-59, 1963-64, 1983-84, 1984-85, 1985-86, 1986-87, 1993-94, 2010, 2011, 2020, 2021, 2022, 2023.                                                    | 1925-26, 1932-33, 1939-40, 1941-42, 1955-56, 1957-58, 1964-65, 1965-66, 1968-69, 1969-70, 1970-71, 1981-82, 2001-02, 2009, 2019, 2024.          |
| Copa de Irlanda (25/10)            | 1924-25, 1928-29, 1929-30, 1930-31, 1931-32, 1932-33, 1935-36, 1939-40, 1943-44, 1944-45, 1947-48, 1954-55, 1955-56, 1961-62, 1963-64, 1964-65, 1965-66, 1966-67, 1967-68, 1968-69, 1977-78, 1984-85, 1985-86, 1986-87, 2019. | 1921-22, 1925-26, 1945-46, 1956-57, 1957-58, 1983-84, 1990-91, 2002 (2), 2010, 2020.                                                            |
| Copa de la Liga de Irlanda (20/17) | 1924-25, 1926-27, 1931-32, 1932-33, 1934-35, 1937-38, 1941-42, 1949-50, 1951-52, 1954-55, 1955-56, 1956-57, 1957-58, 1962-63, 1963-64, 1964-65, 1965-66, 1967-68, 1976-77, 2013.                                              | 1925-26, 1927-28, 1928-29, 1929-30, 1933-34, 1943-44, 1947-48, 1958-59, 1972-73, 1978-79, 1981-82, 1986-87, 1987-88, 1998-99, 2012, 2014, 2017. |
| Supercopa de Irlanda (27/16)       | 1930, 1933, 1941, 1942, 1944, 1945, 1946, 1949, 1955, 1956 (TF Cup), 1957, 1958, 1958 (TF Cup), 1960, 1963, 1966 (TF Cup), 1969, 1970, 1971, 1973, 1985, 1986, 1987, 1988, 1998 (FAI), 2022, 2024.                            | 1931, 1940, 1947, 1956, 1959 (TF Cup), 1961, 1965, 1965 (TF Cup), 1966, 1967, 1968 (TF Cup), 1969 (TF Cup), 1979, 1995, 2021, 2023.             |
|                                    | | |
| Segunda División (1/0)             | 2006. | |

### Torneos regionales
| Competición regional     | Títulos | Subcampeonatos |
| ------------------------ | --- | --- |
| Liga de Leinster (1/0)   | 1921-22. | |
| Copa de Leinster (18/13) | 1922-23, 1926-27, 1928-29, 1929-30, 1932-33, 1937-38, 1952-53, 1954-55, 1955-56, 1956-57, 1957-58, 1963-64, 1968-69, 1981-82, 1984-85, 1996-97, 2011-12, 2012-13. | 1933-34, 1939-40, 1943-44, 1945-46, 1948-49, 1962-63, 1970-71, 1972-73, 1974-75, 1978-79, 1992-93, 1999-00, 2014-15. |

## Participación en competiciones de la UEFA
| Competicion UEFA | Competicion UEFA             | Competicion UEFA | Competicion UEFA       | Competicion UEFA | Competicion UEFA | Competicion UEFA |
| Temporada        | Torneo                       | Ronda            | Club                   | Ida              | Vuelta           | Global           |
| ---------------- | ---------------------------- | ---------------- | ---------------------- | ---------------- | ---------------- | ---------------- |
| 1957–58          | Copa de Europa               | Preliminar       | Manchester United      | 0–6              | 2–3              | 2–9              |
| 1959–60          | Copa de Europa               | Preliminar       | OGC Niza               | 2–3              | 1–1              | 3–4              |
| 1962–63          | Recopa de Europa             | 2.ª Ronda        | PFC Botev Plovdiv      | 0–4              | 0–1              | 0–5              |
| 1963–64          | Copa de Ferias               | 1.ª Ronda        | Valencia               | 0–1              | 2–2              | 2–3              |
| 1964–65          | Copa de Europa               | Preliminar       | SK Rapid Wien          | 0–3              | 0–2              | 0–5              |
| 1965–66          | Copa de Ferias               | 2.ª Ronda        | Real Zaragoza          | 1–1              | 1–2              | 2–3              |
| 1966-67          | Recopa de Europa             | 1.ª ronda        | CA Spora Luxembourg    | 4–1              | 4–1              | 8–2              |
| 1966-67          | Recopa de Europa             | 2.ª ronda        | FC Bayern Múnich       | 1–1              | 2–3              | 3–4              |
| 1967-68          | Recopa de Europa             | 1.ª ronda        | Cardiff City F.C.      | 1–1              | 0–2              | 1–3              |
| 1968-69          | Recopa de Europa             | 1.ª Ronda        | Randers FC             | 0–1              | 1–2              | 1–3              |
| 1969–70          | Recopa de Europa             | 1.ª Ronda        | FC Schalke 04          | 2–1              | 0–3              | 2–4              |
| 1978–79          | Recopa de Europa             | 1.ª Ronda        | APOEL                  | 2–0              | 1–0              | 3–0              |
| 1978–79          | Recopa de Europa             | 2.ª Ronda        | FC Baník Ostrava       | 1–3              | 0–3              | 1–6              |
| 1984–85          | Copa de Europa               | 1.ª Ronda        | Linfield FC            | 0–0              | 1–1              | 1–1              |
| 1985–86          | Copa de Europa               | 1.ª Ronda        | Honvéd                 | 0–2              | 1–3              | 1–5              |
| 1986–87          | Copa de Europa               | 1.ª Ronda        | Celtic                 | 0–1              | 0–2              | 0–3              |
| 1987–88          | Copa de Europa               | 1.ª Ronda        | AC Omonia              | 0–1              | 0–0              | 0–1              |
| 1994–95          | Copa de la UEFA              | Preliminar       | Górnik Zabrze          | 0–7              | 0–1              | 0–8              |
| 1998             | Copa Intertoto               | 1.ª Ronda        | Altay SK               | 1–3              | 3–2              | 4–5              |
| 2002–03          | Copa de la UEFA              | Preliminar       | Djurgårdens            | 1–3              | 0–2              | 1–5              |
| 2003-04          | Intertoto                    | 1.ª Ronda        | Odra Wodzisław         | 2–1              | 1–0              | 3–1              |
| 2003-04          | Intertoto                    | 2.ª Ronda        | FC Slovan Liberec      | 0–2              | 0–2              | 0–4              |
| 2010–11          | Liga de Campeones            | Ronda Previa (2) | Bnei Yehuda            | 1–1              | 1–0              | 2–1              |
| 2010–11          | Liga de Campeones            | Ronda previa (3) | Juventus F.C.          | 0–1              | 0–2              | 0–3              |
| 2011-12          | Liga de Campeones de la UEFA | Ronda previa (2) | FC Flora Tallinn       | 1–0              | 0–0              | 1–0              |
| 2011-12          | Liga de Campeones de la UEFA | Ronda previa (3) | F.C. Copenhagen        | 0–1              | 0–2              | 0–3              |
| 2011-12          | Liga Europa de la UEFA       | Playoff          | FK Partizan            | 1–1              | 2–1              | 3–2              |
| 2011-12          | Liga Europa de la UEFA       | Fase de grupos   | FC Rubin Kazan         | 0–3              | 1-4              | 4.º lugar        |
| 2011-12          | Liga Europa de la UEFA       | Fase de grupos   | Tottenham Hotspur      | 1–3              | 0-4              | 4.º lugar        |
| 2011-12          | Liga Europa de la UEFA       | Fase de grupos   | PAOK                   | 1–2              | 1-3              | 4.º lugar        |
| 2012–13          | Liga de Campeones            | Ronda Previa (2) | FK Ekranas             | 0–0              | 1–2              | 1–2              |
| 2015–16          | Liga Europa de la UEFA       | Ronda Previa (1) | FC Progrès Niedercorn  | 3–0              | 0–0              | 3–0              |
| 2015–16          | Liga Europa de la UEFA       | Ronda Previa (2) | Odds BK                | 0–2              | 1–2              | 1–4              |
| 2016–17          | Liga Europa de la UEFA       | Ronda Previa (1) | RoPS                   | 0–2              | 1-1              | 1-3              |
| 2017–18          | Liga Europa de la UEFA       | Ronda Previa (1) | Stjarnan Garðabær      | 1–0              | 1–0              | 2–0              |
| 2017–18          | Liga Europa de la UEFA       | Ronda Previa (2) | FK Mladá Boleslav      | 2–3              | 0–2              | 2–5              |
| 2018–19          | Liga Europa de la UEFA       | Ronda Previa (1) | AIK                    | 0–1              | 1–1              | 1–2 (t. s.)      |
| 2019-20          | Liga Europa de la UEFA       | Ronda Previa (1) | Brann                  | 2–1              | 2–2              | 4–3              |
| 2019-20          | Liga Europa de la UEFA       | Ronda Previa (2) | Apollon Limassol       | 2–1              | 1–3              | 3–4 (t. s.)      |
| 2020-21          | Liga Europa de la UEFA       | Ronda previa (1) | Ilves                  | 2–2              | –                | 2–2 (12:11 pen.) |
| 2020-21          | Liga Europa de la UEFA       | Ronda previa (2) | Milan                  | 0–2              | –                | 0–2              |
| 2021-22          | Liga de Campeones            | Ronda previa (1) | Slovan Bratislava      | 0–2              | 2–1              | 2–3              |
| 2021-22          | Liga Europa Conferencia      | Ronda Previa (3) | Teuta                  | 1–0              | 2–0              | 3–0              |
| 2021-22          | Liga Europa Conferencia      | Ronda Previa (4) | Flora                  | 0–1              | 2–4              | 2–5              |
| 2022–23          | Liga de Campeones            | Ronda Previa (1) | Hibernians             | 3-0              | 0-0              | 3-0              |
| 2022–23          | Liga de Campeones            | Ronda Previa (2) | PFC Ludogorets Razgrad | 2-1              | 0-3              | 2-4              |
| 2022–23          | UEFA Europa League           | Ronda previa (3) | FK Shkupi              | 3-1              | 2-1              | 5-2              |
| 2022–23          | UEFA Europa League           | Playoff          | Ferencvárosi TC        | 1-0              | 0-4              | 1-4              |
| 2022–23          | Liga Europa Conferencia      | Fase de grupos   | KAA Gent               | 1-1              | 0-3              | 4.º lugar        |
| 2022–23          | Liga Europa Conferencia      | Fase de grupos   | Molde FK               | 0-2              | 0-3              | 4.º lugar        |
| 2022–23          | Liga Europa Conferencia      | Fase de grupos   | Djurgårdens IF         | 0-0              | 0-1              | 4.º lugar        |
| 2023-24          | UEFA Champions League        | Preliminar       | Breiðablik             | 0-1              | 1-2              | 1-3              |
| 2023-24          | UEFA Conference League       | Ronda Previa (2) | Ferencvarosi TC        | 0-2              | 0-4              | 0-6              |
| 2024-25          | UEFA Champions League        | Ronda Previa (1) | Vikingur               | 0-0              | 2-1              | 2-1              |
| 2024-25          | UEFA Champions League        | Ronda Previa (2) | Sparta Praga           | 0-2              | 2-4              | 2-6              |
| 2024-25          | UEFA Europa League           | Ronda previa (3) | NK Celje               | 0-1              | 3-1              | 3-2              |
| 2024-25          | UEFA Europa League           | Playoff          | PAOK                   | 0-4              | 0-2              | 0-6              |
| 2024-25          | UEFA Conference League       | Fase Liga        | Apoel                  | 1-1              |                  |                  |
| 2024-25          | UEFA Conference League       | Fase Liga        | Larne                  |                  | 4-1              |                  |
| 2024-25          | UEFA Conference League       | Fase Liga        | The New Saints         | 2-1              |                  |                  |
| 2024-25          | UEFA Conference League       | Fase Liga        | Rapid Viena            |                  | 1-1              |                  |
| 2024-25          | UEFA Conference League       | Fase Liga        | Borac Banja Luka       | 3-0              |                  |                  |
| 2024-25          | UEFA Conference League       | Fase Liga        | Chelsea                |                  | 1-5              |                  |

## Afición

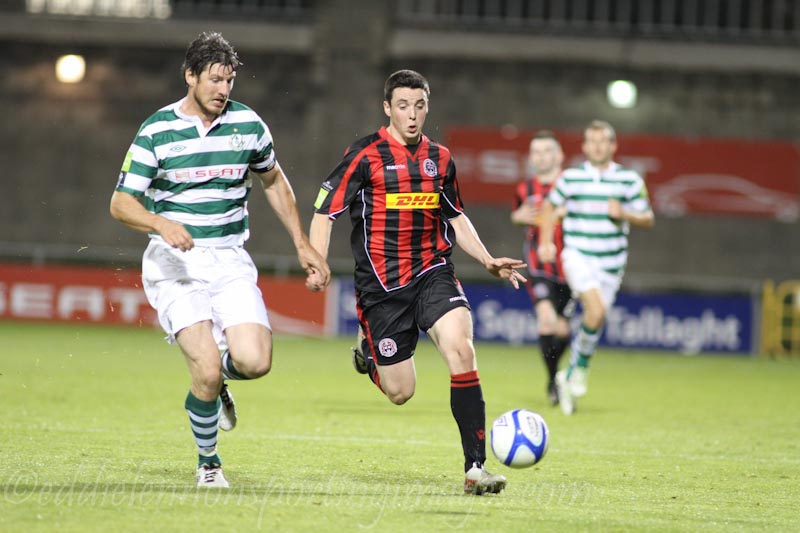
Derbi de Dublín entre Shamrock Rovers y Bohemian F.C. (2012).

Shamrock Rovers se define como un equipo «propiedad de los aficionados, gestionado por los aficionados y para los aficionados». Oficialmente es un club de socios desde 2005: después de que la Justicia interviniese la entidad por impagos, los hinchas agrupados en la plataforma 400 Club presentaron una oferta de compra, aceptada por los administradores a cambio del pago parcial de la deuda.
El equipo es uno de los más representativos de Dublín y del fútbol irlandés. La asistencia al campo era especialmente alta a comienzos del siglo XX y en la década de 1970, pero el desinterés por el torneo doméstico y la venta de Glenmalure Park menguaron las cifras. La media en el estadio de Tallaght es de 3000 espectadores, con llenos en partidos importantes y derbis.
Desde su fundación, el equipo ha destacado por su defensa de la identidad irlandesa. Entre los famosos relacionados con el club destacan la actriz Maureen O'Hara, hija de uno de los primeros propietarios, y el actor Colin Farrell, socio de honor y con familiares en el plantel: su padre Eamon Farrell y su tío Tommy Farrell formaron parte del primer equipo.
Shamrock Rovers mantiene una rivalidad histórica con el Bohemian Football Club, situado al norte de Dublín. La rivalidad existió siempre, pero aumentaría en los años 1970 tras la desaparición del Drumcondra F.C.

## Filiales

### Categorías inferiores
Shamrock Rovers cuenta con equipos sub-19, sub-17 y una academia infantil y juvenil. El actual plantel sub-19 es heredero del antiguo filial, el «Shamrock Rovers F.C. B».
La actual academia del Shamrock (SRFC Academy) fue creada en 1997 a partir de la fusión entre las inferiores del Shamrock Rovers y el Tallaght Town AFC. Su área de influencia abarca el sur y suroeste de Dublín. Hoy en día cuenta con distintas secciones en todas las edades formativas, con unos 220 futbolistas entre 8 y 19 años que son supervisados por más de 35 entrenadores y preparadores.

### Fútbol femenino
El Shamrock Rovers Ladies es la sección de fútbol femenino de la entidad. Fue fundada en 1996 a raíz de la absorción de un equipo anterior, el Castle Rovers F.C. que había sido creado a comienzos de la década de 1990. El equipo ha ganado la Liga Femenina irlandesa en cinco años consecutivos, desde 1997 hasta 2002, y fue el primer representante de la isla en la Copa Femenina de la UEFA (2002/03).